# Townsville Crocodiles
Die Townsville Crocodiles waren eine professionelle Basketball-Mannschaft der australasischen National Basketball League (NBL) aus der im australischen Bundesstaat Queensland gelegenen Stadt Townsville. Das 1993 gegründete Team agierte bis 1998 unter der Bezeichnung Townsville Suns. Im Jahre 2016 löste sich das Team auf.

## Erfolge
- Playoff-Teilnahmen (9): 2001, 2002/03, 2004/05, 2006/07, 2007/08, 2008/09, 2009/10, 2010/11, 2011/12
- Final-Teilnahmen (1): 2001

## Saisonbilanzen
- Meister der NBL
- Vizemeister der NBL

| Saison  | Platz | Spiele | Siege | Niederlagen | Siegquote in % | PlayOffs                       |
| ------- | ----- | ------ | ----- | ----------- | -------------- | ------------------------------ |
| 1993    | 14    | 26     | 4     | 22          | 15,4           | nicht qualifiziert             |
| 1994    | 13    | 26     | 6     | 20          | 23,1           | nicht qualifiziert             |
| 1995    | 11    | 26     | 9     | 17          | 34,6           | nicht qualifiziert             |
| 1996    | 11    | 26     | 9     | 17          | 34,6           | nicht qualifiziert             |
| 1997    | 8     | 30     | 14    | 16          | 46,7           | nicht qualifiziert             |
| 1998    | 9     | 30     | 12    | 18          | 40,0           | nicht qualifiziert             |
| 1998/99 | 7     | 26     | 12    | 14          | 46,2           | nicht qualifiziert             |
| 1999/00 | 2     | 28     | 22    | 6           | 78,6           | im Halbfinale ausgeschieden    |
| 2000/01 | 2     | 28     | 22    | 6           | 78,6           | im Finale verloren             |
| 2001/02 | 9     | 30     | 13    | 17          | 43,4           | nicht qualifiziert             |
| 2002/03 | 3     | 30     | 19    | 11          | 63,3           | im Halbfinale ausgeschieden    |
| 2003/04 | 9     | 33     | 13    | 20          | 39,4           | nicht qualifiziert             |
| 2004/05 | 3     | 32     | 19    | 13          | 59,4           | im Halbfinale ausgeschieden    |
| 2005/06 | 10    | 32     | 9     | 23          | 28,1           | nicht qualifiziert             |
| 2006/07 | 5     | 33     | 19    | 14          | 57,6           | im Viertelfinale ausgeschieden |
| 2007/08 | 5     | 30     | 17    | 13          | 56,7           | im Viertelfinale ausgeschieden |
| 2008/09 | 5     | 30     | 17    | 13          | 56,7           | im Halbfinale ausgeschieden    |
| 2009/10 | 3     | 28     | 16    | 12          | 57,1           | im Halbfinale ausgeschieden    |
| 2010/11 | 2     | 28     | 17    | 11          | 60,7           | im Halbfinale ausgeschieden    |
| 2011/12 | 4     | 28     | 15    | 13          | 53,6           | im Halbfinale ausgeschieden    |
| 2012/13 | 7     | 28     | 10    | 18          | 35,7           | nicht qualifiziert             |
| 2013/14 | 8     | 28     | 10    | 18          | 35,7           | nicht qualifiziert             |
| 2014/15 | 6     | 28     | 11    | 17          | 39,3           | nicht qualifiziert             |
| 2015/16 | 7     | 28     | 11    | 17          | 39,3           | nicht qualifiziert             |

## Trainerhistorie
- Mark Bragg: 1993–1998
- Ian Stacker: 1998–2006
- Trevor Gleeson: 2006–2011
- Paul Woolpert: 2011–2013
- Shawn Dennis: 2013–2016

## Heimarena
- Townsville Entertainment Centre (1993–2014, 2015–2016)
- Townsville RSL Stadium (2014–2015)